# Jerzy Sebastian Lubomirski
Jerzy Sebastian Lubomirski (Wiśnicz, 20 gennaio 1616 – Breslavia, 31 dicembre 1667) è stato un principe e generale polacco.
Tra i più importanti magnati polacchi della seconda metà del Seicento, fu l'iniziatore della ribellione che da lui prende il nome contro il governo di Giovanni II Casimiro di Polonia ed i suoi tentativi di riforma dello stato, ai quali si opponeva buona parte dell'aristocrazia locale.

## Biografia

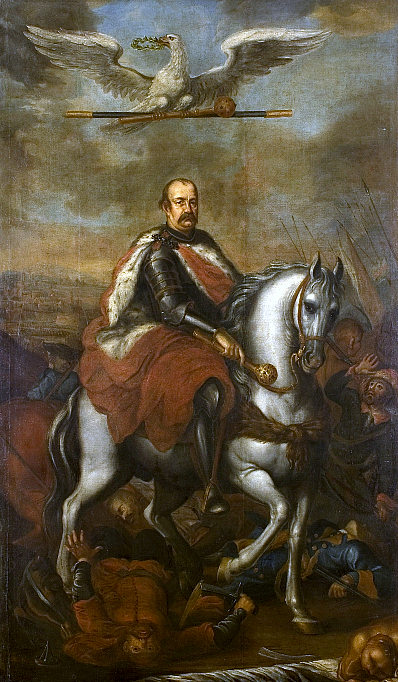
Ritratto allegorico del principe Jerzy Sebastian Lubomirski, dipinto dopo le sue vittorie in Russia

Jerzy Sebastian Lubomirski era figlio del voivoda e starost Stanisław Lubomirski e di sua moglie, la principessa Zofia Ostrogska. Fu starost di Cracovia dal 1647, maresciallo della corona, gran maresciallo dal 1650, atamano della corona dal 1658, starost di Nowy Sącz e Spisz. Divenne maresciallo del sejm tra il 1º febbraio ed il 29 marzo 1643 a Varsavia.
Lubomirski venne apprezzato come comandante militare durante le guerre coi cosacchi dell'Ucraina, contro la Svezia, contro gli ottomani in Transilvania e contro i russi in Moscovia nel periodo compreso tra il 1648 ed il 1660. Si distinse inoltre contro le truppe di Giorgio II Rákóczi che tentarono di invadere la Polonia cui rispose invadendo a sua volta la Transilvania. Costrinse inoltre assieme a Stanisław "Rewera" Potocki le truppe russe alla resa nella battaglia di Cudnów nel 1660.
Fu uno strenuo difensore delle privilegi dell'aristocrazia polacca, divenendo sempre più il leader dell'opposizione politica ai tentativi di riforme di re Giovanni II Casimiro di Polonia, il quale, a detta sua e dei suoi sostenitori, fingeva di riformare lo stato per acquisire in realtà maggior potere personale, estromettendo gradatamente i nobili dall'amministrazione di stato.
Quando raggiunse un notevole livello di opposizione, il re lo accusò pubblicamente di tradimento nei confronti dello stato e, col sostegno del sejm, ne decretò la perdita di tutti i privilegi e di tutte le proprietà, condannandolo all'esilio nel 1664.
Nel 1665 Lubomirski decise di agire in maniera più incisiva nei confronti di quanto stava accadendo nello stato polacco e per questo dette l'avvio a una ribellione armata che da lui prese il nome. Utilizzando la sua influenza personale ed il nome della sua famiglia, il principe Lubomirski fece sciogliere per ben due volte il sejm tra il 1665 ed il 1666. Rifugiatosi in Slesia, col supporto logistico e finanziario degli Asburgo, riuscì a mettere in piedi un esercito (pospolite ruszenie) col quale sconfisse l'esercito regio presso Częstochowa nel 1665 e successivamente il generale filo-governativo Giovanni III Sobieski (futuro sovrano polacco) a Mątwy nel 1666.
L'accordo di Łęgonice gli restituì la sua dignità ed annullò le accuse rivoltegli, ma il re venne costretto a rinunciare ai suoi piani di riforma dello stato ed all'introduzione delle elezioni vivente rege; lo stesso Giovanni II Casimiro si dimise nel 1668, ma Lubomirski venne mantenuto in esilio, pur dopo una lettera di scuse formali.

## Matrimoni e figli
Nel 1641 sposò Konstancja Ligęza. I suoi figli furono:
- Stanisław Herakliusz (1640-1702), III principe Lubomirski, maresciallo di corte e gran maresciallo.
- Aleksander Michał (m. 1675), starost.
- Hieronim Augustyn (1647-1706), maresciallo di corte, tesoriere e atamano.
- Krystyna (m. 1699), sposò Feliks Kazimierz Potocki

In seconde nozze sposò Barbara Tarło nel 1654, dalla quale ebbe i seguenti figli:
- Franciszek Sebastian (m. 1699), starost e rotmistrz.
- Jerzy Dominik (m. 1727), podstoli, podkomorzy e voivoda.
- Anna Krystyna (m. 1701), sposò Dominik Mikołaj Radziwiłł e in seconde nozze Franciszek Stefan Sapieha.

## Ascendenza
|                                                    |                                                 |                                     | Genitori                       |  |  | Nonni |  |  | Bisnonni             |  |  | Trisnonni         |  |
|                                                    |                                                 |                                     |                                |  |  |       |  |  | Stanisław Lubomirski |  |  | Feliks Lubomirski |  |
|                                                    |                                                 |                                     |                                |  |  |       |  |  | Stanisław Lubomirski |  |  | Feliks Lubomirski |  |
|                                                    |                                                 | Beata                               |                                |  |  |       |  |  | Stanisław Lubomirski |  |  |                   |  |
| Sebastian Lubomirski, conte Lubomirski             |                                                 |                                     |                                |  |  |       |  |  | Stanisław Lubomirski |  |  |                   |  |
|                                                    |                                                 | Laura de Effremis                   | ?                              |  |  |       |  |  |                      |  |  |                   |  |
|                                                    |                                                 | Laura de Effremis                   | ?                              |  |  |       |  |  |                      |  |  |                   |  |
|                                                    |                                                 | Laura de Effremis                   | ?                              |  |  |       |  |  |                      |  |  |                   |  |
| Stanisław Lubomirski, I principe Lubomirski        |                                                 | Laura de Effremis                   |                                |  |  |       |  |  |                      |  |  |                   |  |
|                                                    |                                                 | ?                                   | ?                              |  |  |       |  |  |                      |  |  |                   |  |
|                                                    |                                                 | ?                                   | ?                              |  |  |       |  |  |                      |  |  |                   |  |
|                                                    |                                                 | ?                                   | ?                              |  |  |       |  |  |                      |  |  |                   |  |
| Anna Branicka                                      |                                                 | ?                                   |                                |  |  |       |  |  |                      |  |  |                   |  |
|                                                    |                                                 | ?                                   | ?                              |  |  |       |  |  |                      |  |  |                   |  |
|                                                    |                                                 | ?                                   | ?                              |  |  |       |  |  |                      |  |  |                   |  |
|                                                    |                                                 | ?                                   | ?                              |  |  |       |  |  |                      |  |  |                   |  |
| Jerzy Sebastian Lubomirski, II principe Lubomirski |                                                 | ?                                   |                                |  |  |       |  |  |                      |  |  |                   |  |
|                                                    | Konstanty Wasyl Ostrogski, I principe Ostrogski | Konstanty Ostrogski, duca Ostrogski |                                |  |  |       |  |  |                      |  |  |                   |  |
|                                                    | Konstanty Wasyl Ostrogski, I principe Ostrogski | Konstanty Ostrogski, duca Ostrogski |                                |  |  |       |  |  |                      |  |  |                   |  |
|                                                    | Konstanty Wasyl Ostrogski, I principe Ostrogski | Aleksandra Słucka                   |                                |  |  |       |  |  |                      |  |  |                   |  |
| Aleksander Ostrogski, II principe Ostrogski        | Konstanty Wasyl Ostrogski, I principe Ostrogski |                                     |                                |  |  |       |  |  |                      |  |  |                   |  |
|                                                    |                                                 | Zofia Tarnowska                     | Jan Tarnowski, conte Tarnowski |  |  |       |  |  |                      |  |  |                   |  |
|                                                    |                                                 | Zofia Tarnowska                     | Jan Tarnowski, conte Tarnowski |  |  |       |  |  |                      |  |  |                   |  |
|                                                    |                                                 | Zofia Tarnowska                     | Santa Zofia Szydłowiecka       |  |  |       |  |  |                      |  |  |                   |  |
| Zofia Ostrogska                                    |                                                 | Zofia Tarnowska                     |                                |  |  |       |  |  |                      |  |  |                   |  |
|                                                    |                                                 | Jan Kostka                          | Stanisław Kostka (1475–1555)   |  |  |       |  |  |                      |  |  |                   |  |
|                                                    |                                                 | Jan Kostka                          | Stanisław Kostka (1475–1555)   |  |  |       |  |  |                      |  |  |                   |  |
|                                                    |                                                 | Jan Kostka                          | Elżbieta z Eilemberku          |  |  |       |  |  |                      |  |  |                   |  |
| Anna Kostka (1575–1635)                            |                                                 | Jan Kostka                          |                                |  |  |       |  |  |                      |  |  |                   |  |
|                                                    |                                                 | Zofia Odrowążé                      | Stanisław Odrowąż              |  |  |       |  |  |                      |  |  |                   |  |
|                                                    |                                                 | Zofia Odrowążé                      | Stanisław Odrowąż              |  |  |       |  |  |                      |  |  |                   |  |
|                                                    |                                                 | Zofia Odrowążé                      | Anna di Masovia                |  |  |       |  |  |                      |  |  |                   |  |
|                                                    |                                                 | Zofia Odrowążé                      |                                |  |  |       |  |  |                      |  |  |                   |  |